# Llista de topònims de Cabanes
Llista de topònims (noms propis de lloc) del municipi de Cabanes, a l'Alt Empordà
Informació actualitzada per un bot. Els canvis manuals es perdran quan s'actualitzi!

## cabana
| imatge | Nom                          | Ubicat a | instància de | Detalls | coordenades                                                         | Protecció | Commons (més fotos) | Dades a WD                    |
| ------ | ---------------------------- | -------- | ------------ | ------- | ------------------------------------------------------------------- | --------- | ------------------- | ----------------------------- |
|        | Coberts de Mas de Sant Feliu | Cabanes  | cabana       |         | 42° 18′ 22″ N, 2° 57′ 32″ E / 42.3062361557417°N,2.95896594784318°E |           |                     | Modifica les dades a Wikidata |
|        | cobert d'en Ventura          | Cabanes  | cabana       |         | 42° 19′ 04″ N, 2° 57′ 47″ E / 42.3178825292139°N,2.96304798153982°E |           |                     | Modifica les dades a Wikidata |

## casa
| imatge | Nom                           | Ubicat a | instància de | Detalls                                                  | coordenades                                                                      | Protecció                                  | Commons (més fotos)                     | Dades a WD                    |
| ------ | ----------------------------- | -------- | ------------ | -------------------------------------------------------- | -------------------------------------------------------------------------------- | ------------------------------------------ | --------------------------------------- | ----------------------------- |
|        | Ca l'Àvia                     | Cabanes  | casa         | Estil: arquitectura del Renaixement arquitectura popular | 42° 18′ 28″ N, 2° 58′ 38″ E / 42.3079°N,2.97727°E                                | bé integrant del patrimoni cultural català | Ca l'Àvia (Cabanes)                     | Modifica les dades a Wikidata |
|        | Can Carreres Puig             | Cabanes  | casa         | Estil: arquitectura popular                              | 42° 18′ 27″ N, 2° 58′ 37″ E / 42.3076°N,2.97695°E ca:Carrer Tetuan, 9-11 24 msnm | bé integrant del patrimoni cultural català | Can Carreres Puig                       | Modifica les dades a Wikidata |
|        | Casa de Can Vanover           | Cabanes  | casa         | Estil: arquitectura popular                              | 42° 18′ 28″ N, 2° 58′ 41″ E / 42.3077°N,2.97812°E 24 msnm                        | bé integrant del patrimoni cultural català | Casa de Can Vanover                     | Modifica les dades a Wikidata |
|        | Casal del carrer Canal, 20    | Cabanes  | casa         | Estil: arquitectura popular                              | 42° 18′ 28″ N, 2° 58′ 40″ E / 42.3078°N,2.97771°E                                | bé integrant del patrimoni cultural català | Casal del carrer Canal, 20 (Cabanes)    | Modifica les dades a Wikidata |
|        | casa al carrer Canal, 26      | Cabanes  | casa         | Estil: arquitectura popular                              | 42° 18′ 28″ N, 2° 58′ 37″ E / 42.3079°N,2.97705°E 24 msnm                        | bé integrant del patrimoni cultural català | Casa al carrer Canal, 26 (Cabanes)      | Modifica les dades a Wikidata |
|        | casa al carrer Colom, 5       | Cabanes  | casa         | Estil: arquitectura popular                              | 42° 18′ 30″ N, 2° 58′ 41″ E / 42.3083°N,2.97798°E 23 msnm                        | bé integrant del patrimoni cultural català | Casa al carrer Colom, 5 (Cabanes)       | Modifica les dades a Wikidata |
|        | casa al carrer Dos de Maig, 9 | Cabanes  | casa         | Estil: arquitectura popular                              | 42° 18′ 30″ N, 2° 58′ 35″ E / 42.3082°N,2.97639°E 23 msnm                        | bé integrant del patrimoni cultural català | Casa al carrer Dos de Maig, 9 (Cabanes) | Modifica les dades a Wikidata |
|        | casa al carrer d'Espolla, 2   | Cabanes  | casa         | Estil: arquitectura popular                              | 42° 18′ 26″ N, 2° 58′ 41″ E / 42.3072°N,2.97803°E 23 msnm                        | bé integrant del patrimoni cultural català | Casa al carrer d'Espolla, 2 (Cabanes)   | Modifica les dades a Wikidata |

## curs d'aigua
| imatge | Nom                 | Ubicat a            | instància de | Detalls                                               | coordenades | Protecció | Commons (més fotos) | Dades a WD                    |
| ------ | ------------------- | ------------------- | ------------ | ----------------------------------------------------- | --- | --------- | ------------------- | ----------------------------- |
|        | Llobregat d'Empordà | Alt Empordà         | curs d'aigua | Desemboca: Muga Conca: 853.8km²                       | 42° 19′ 51″ N, 2° 57′ 21″ E / 42.3307°N,2.95577°E 28 msnm                                                              |           | Llobregat d'Empordà | Modifica les dades a Wikidata |
|        | Muga                | Comarques gironines | curs d'aigua | Desemboca: mar Mediterrània Llarg: 70km Conca: 961km² | 42° 21′ 23″ N, 2° 34′ 01″ E / 42.356279°N,2.567071°E 42° 14′ 07″ N, 3° 07′ 31″ E / 42.235380930036°N,3.1252241134644°E |           | Muga                | Modifica les dades a Wikidata |

## entitat singular de població
| imatge | Nom                | Ubicat a | instància de                                                                   | Detalls | coordenades                                                                 | Protecció | Commons (més fotos) | Dades a WD                    |
| ------ | ------------------ | -------- | ------------------------------------------------------------------------------ | ------- | --------------------------------------------------------------------------- | --------- | ------------------- | ----------------------------- |
|        | Cabanes            | Cabanes  | entitat singular de població ens local històric de Catalunya capital municipal | 644 hab | 42° 18′ 27″ N, 2° 58′ 40″ E / 42.307525°N,2.977902°E 23 msnm                |           |                     | Modifica les dades a Wikidata |
|        | el Forn d'en Gestí | Cabanes  | entitat singular de població                                                   | 99 hab  | 42° 17′ 58″ N, 2° 57′ 44″ E / 42.2995547211205°N,2.96234292374826°E 31 msnm |           |                     | Modifica les dades a Wikidata |
|        | el Pla             | Cabanes  | entitat singular de població polígon industrial                                | 13 hab  | 42° 19′ 05″ N, 2° 57′ 54″ E / 42.318118560164°N,2.9648894091745°E 32 msnm   |           |                     | Modifica les dades a Wikidata |
|        | l'Aigüeta          | Cabanes  | entitat singular de població                                                   | 99 hab  | 42° 16′ 30″ N, 2° 58′ 04″ E / 42.274944444444°N,2.9677777777778°E 26 msnm   |           |                     | Modifica les dades a Wikidata |
|        | les Masies de Dalt | Cabanes  | entitat singular de població                                                   | 120 hab | 42° 18′ 34″ N, 2° 57′ 55″ E / 42.309472222222°N,2.96525°E 24 msnm           |           |                     | Modifica les dades a Wikidata |

## església
| imatge | Nom                    | Ubicat a | instància de                 | Detalls                                           | coordenades | Protecció                                  | Commons (més fotos)      | Dades a WD                    |
| ------ | ---------------------- | -------- | ---------------------------- | ------------------------------------------------- | --- | ------------------------------------------ | ------------------------ | ----------------------------- |
|        | Sant Feliu de Cadins   | Cabanes  | església monestir cistercenc | Estil: art romànic a Catalunya                    | 42° 18′ 24″ N, 2° 57′ 33″ E / 42.30674167°N,2.95916111°E ca:Camí de la Princesa, des del veïnat de les Masies de Dalt | bé integrant del patrimoni cultural català | Sant Feliu de Cadins     | Modifica les dades a Wikidata |
|        | Sant Sebastià          | Cabanes  | església                     | Estil: arquitectura popular 18th century Alt: 23m | 42° 18′ 27″ N, 2° 58′ 39″ E / 42.3074°N,2.9776°E ca:carrer d'Espolla 4 23 msnm                                        | bé integrant del patrimoni cultural català | Sant Sebastià de Cabanes | Modifica les dades a Wikidata |
|        | Sant Vicenç de Cabanes | Cabanes  | església                     | Estil: arquitectura popular                       | 42° 18′ 26″ N, 2° 58′ 39″ E / 42.3072°N,2.97757°E                                                                     | bé integrant del patrimoni cultural català | Sant Vicenç de Cabanes   | Modifica les dades a Wikidata |

## font
| imatge | Nom                 | Ubicat a | instància de | Detalls                                  | coordenades                                                                           | Protecció                                  | Commons (més fotos)           | Dades a WD                    |
| ------ | ------------------- | -------- | ------------ | ---------------------------------------- | ------------------------------------------------------------------------------------- | ------------------------------------------ | ----------------------------- | ----------------------------- |
|        | font de Sant Isidre | Cabanes  | font         | Estil: arquitectura popular 20th century | 42° 18′ 25″ N, 2° 58′ 42″ E / 42.307032°N,2.978221°E ca:Plaça de l'Ajuntament 23 msnm | bé integrant del patrimoni cultural català | Font de Sant Isidre (Cabanes) | Modifica les dades a Wikidata |
|        | font de Sant Vicenç | Cabanes  | font         | Estil: arquitectura popular              | 42° 18′ 29″ N, 2° 58′ 35″ E / 42.308022°N,2.976346°E                                  | bé integrant del patrimoni cultural català | Font de Sant Vicenç (Cabanes) | Modifica les dades a Wikidata |

## granja
| imatge | Nom                         | Ubicat a | instància de | Detalls | coordenades                                                         | Protecció | Commons (més fotos) | Dades a WD                    |
| ------ | --------------------------- | -------- | ------------ | ------- | ------------------------------------------------------------------- | --------- | ------------------- | ----------------------------- |
|        | Granges d'en Burgues        | Cabanes  | granja       |         | 42° 18′ 01″ N, 2° 58′ 16″ E / 42.300358850694°N,2.97124729170921°E  |           |                     | Modifica les dades a Wikidata |
|        | Granges d'en Noguera        | Cabanes  | granja       |         | 42° 17′ 57″ N, 2° 57′ 59″ E / 42.2991957073865°N,2.9663102104177°E  |           |                     | Modifica les dades a Wikidata |
|        | Granges de Corral del Comte | Cabanes  | granja       |         | 42° 19′ 40″ N, 2° 56′ 39″ E / 42.3277546477133°N,2.94416884773392°E |           |                     | Modifica les dades a Wikidata |
|        | Granja d'en Navarro         | Cabanes  | granja       |         | 42° 18′ 49″ N, 2° 57′ 44″ E / 42.3137484650379°N,2.9623344635384°E  |           |                     | Modifica les dades a Wikidata |
|        | Granja d'en Ventura         | Cabanes  | granja       |         | 42° 19′ 07″ N, 2° 57′ 46″ E / 42.3185759254135°N,2.96280486699789°E |           |                     | Modifica les dades a Wikidata |
|        | Granja d'en Ventós          | Cabanes  | granja       |         | 42° 17′ 25″ N, 2° 57′ 50″ E / 42.2902338211666°N,2.9639617663026°E  |           |                     | Modifica les dades a Wikidata |
|        | Granja de Mas Perdut        | Cabanes  | granja       |         | 42° 18′ 36″ N, 2° 57′ 49″ E / 42.30989419899°N,2.9635016039002°E    |           |                     | Modifica les dades a Wikidata |
|        | Granja de les Eres          | Cabanes  | granja       |         | 42° 19′ 03″ N, 2° 57′ 41″ E / 42.3174137057081°N,2.96151921815677°E |           |                     | Modifica les dades a Wikidata |
|        | Granja de les Garrigues     | Cabanes  | granja       |         | 42° 19′ 09″ N, 2° 57′ 19″ E / 42.3190506167179°N,2.95541404719429°E |           |                     | Modifica les dades a Wikidata |
|        | Granja del Mas Nou          | Cabanes  | granja       |         | 42° 19′ 22″ N, 2° 57′ 10″ E / 42.3228682189352°N,2.95288700821883°E |           |                     | Modifica les dades a Wikidata |

## masia
| imatge | Nom                 | Ubicat a | instància de | Detalls                       | coordenades                                                                    | Protecció                                  | Commons (més fotos) | Dades a WD                    |
| ------ | ------------------- | -------- | ------------ | ----------------------------- | ------------------------------------------------------------------------------ | ------------------------------------------ | ------------------- | ----------------------------- |
|        | Ca l'Álvarez        | Cabanes  | masia        |                               | 42° 17′ 36″ N, 2° 57′ 59″ E / 42.293341670619°N,2.96628906928877°E             |                                            |                     | Modifica les dades a Wikidata |
|        | Can Botillo         | Cabanes  | masia        |                               | 42° 17′ 47″ N, 2° 57′ 54″ E / 42.296304362719°N,2.96512289728337°E             |                                            |                     | Modifica les dades a Wikidata |
|        | Can Cantenys        | Cabanes  | masia        |                               | 42° 17′ 25″ N, 2° 57′ 42″ E / 42.2903411361043°N,2.96162061094783°E            |                                            |                     | Modifica les dades a Wikidata |
|        | Can Dolcet          | Cabanes  | masia        |                               | 42° 17′ 36″ N, 2° 57′ 51″ E / 42.2933590431526°N,2.96417833548878°E            |                                            |                     | Modifica les dades a Wikidata |
|        | Can Feixes          | Cabanes  | masia        |                               | 42° 17′ 42″ N, 2° 58′ 17″ E / 42.2950002085693°N,2.97143169307056°E            |                                            |                     | Modifica les dades a Wikidata |
|        | Can Pellicer        | Cabanes  | masia        |                               | 42° 18′ 40″ N, 2° 58′ 11″ E / 42.3112289605782°N,2.96985906529298°E            |                                            |                     | Modifica les dades a Wikidata |
|        | Can Roger           | Cabanes  | masia        |                               | 42° 17′ 29″ N, 2° 57′ 39″ E / 42.2913585792576°N,2.96085578961179°E            |                                            |                     | Modifica les dades a Wikidata |
|        | Can Rosolei         | Cabanes  | masia        |                               | 42° 18′ 45″ N, 2° 58′ 26″ E / 42.3124097382804°N,2.97380213589907°E            |                                            |                     | Modifica les dades a Wikidata |
|        | Can Roure           | Cabanes  | masia        |                               | 42° 18′ 49″ N, 2° 58′ 04″ E / 42.3135699949002°N,2.96775868304873°E            |                                            |                     | Modifica les dades a Wikidata |
|        | Can Sara            | Cabanes  | masia        |                               | 42° 18′ 40″ N, 2° 58′ 17″ E / 42.3109861672812°N,2.97131525932485°E            |                                            |                     | Modifica les dades a Wikidata |
|        | Corral del Comte    | Cabanes  | masia        |                               | 42° 19′ 38″ N, 2° 56′ 41″ E / 42.3271064814053°N,2.94473986373904°E            |                                            |                     | Modifica les dades a Wikidata |
|        | Mas Coll            | Cabanes  | masia        |                               | 42° 17′ 40″ N, 2° 57′ 53″ E / 42.2943498760291°N,2.96466300563418°E            |                                            |                     | Modifica les dades a Wikidata |
|        | Mas Gitano          | Cabanes  | masia        |                               | 42° 17′ 11″ N, 2° 57′ 58″ E / 42.2862537264284°N,2.96609878067139°E            |                                            |                     | Modifica les dades a Wikidata |
|        | Mas Grau            | Cabanes  | masia        |                               | 42° 17′ 34″ N, 2° 58′ 23″ E / 42.29290278°N,2.97313333°E                       |                                            |                     | Modifica les dades a Wikidata |
|        | Mas Ministre        | Cabanes  | masia        |                               | 42° 17′ 39″ N, 2° 58′ 19″ E / 42.29404722°N,2.97182222°E                       |                                            |                     | Modifica les dades a Wikidata |
|        | Mas Perdut          | Cabanes  | masia        |                               | 42° 18′ 36″ N, 2° 57′ 52″ E / 42.3101196507504°N,2.96444791149201°E            |                                            |                     | Modifica les dades a Wikidata |
|        | Mas Ribas           | Cabanes  | masia        | Estil: arquitectura popular   | 42° 18′ 12″ N, 2° 59′ 01″ E / 42.3033°N,2.98357°E                              | bé integrant del patrimoni cultural català |                     | Modifica les dades a Wikidata |
|        | Mas Ric             | Cabanes  | masia        |                               | 42° 16′ 38″ N, 2° 58′ 10″ E / 42.2771584016128°N,2.96952360916162°E            |                                            |                     | Modifica les dades a Wikidata |
|        | Mas Roma            | Cabanes  | masia        |                               | 42° 17′ 53″ N, 2° 58′ 22″ E / 42.2981797043246°N,2.97269193467292°E            |                                            |                     | Modifica les dades a Wikidata |
|        | Mas Rossell         | Cabanes  | masia        |                               | 42° 17′ 54″ N, 2° 58′ 04″ E / 42.2982684774303°N,2.9677300952057°E             |                                            |                     | Modifica les dades a Wikidata |
|        | Mas Sant Feliu      | Cabanes  | masia        | Estil: arquitectura eclèctica | 42° 18′ 24″ N, 2° 57′ 36″ E / 42.3067°N,2.9599°E ca:Camí de les Masies de Dalt | bé integrant del patrimoni cultural català |                     | Modifica les dades a Wikidata |
|        | Mas Soleares        | Cabanes  | masia        |                               | 42° 17′ 38″ N, 2° 58′ 00″ E / 42.293918209258°N,2.96677399015106°E             |                                            |                     | Modifica les dades a Wikidata |
|        | Mas d'en Gestí      | Cabanes  | masia        |                               | 42° 17′ 56″ N, 2° 57′ 46″ E / 42.2988884328428°N,2.96286498220489°E            |                                            |                     | Modifica les dades a Wikidata |
|        | Mas de la Dinamita  | Cabanes  | masia        |                               | 42° 17′ 35″ N, 2° 57′ 40″ E / 42.2929527766145°N,2.96114593500975°E            |                                            |                     | Modifica les dades a Wikidata |
|        | Mas de la Por       | Cabanes  | masia        |                               | 42° 16′ 47″ N, 2° 58′ 02″ E / 42.2798235747801°N,2.96709672403146°E            |                                            |                     | Modifica les dades a Wikidata |
|        | Mas de la Rajoleria | Cabanes  | masia        |                               | 42° 18′ 23″ N, 2° 57′ 20″ E / 42.3064329975911°N,2.9554957504468°E             |                                            |                     | Modifica les dades a Wikidata |
|        | Mas de n'Abella     | Cabanes  | masia        |                               | 42° 19′ 44″ N, 2° 57′ 10″ E / 42.328921486237°N,2.952746085041°E               |                                            |                     | Modifica les dades a Wikidata |
|        | el Mas Nou          | Cabanes  | masia        |                               | 42° 19′ 28″ N, 2° 57′ 14″ E / 42.324418947462°N,2.9539630998144°E              |                                            |                     | Modifica les dades a Wikidata |
|        | la Caseta           | Cabanes  | masia        |                               | 42° 19′ 09″ N, 2° 58′ 05″ E / 42.3191538666472°N,2.96792573041339°E            |                                            |                     | Modifica les dades a Wikidata |

## Misc
| imatge | Nom                                | Ubicat a | instància de        | Detalls                     | coordenades                                                         | Protecció                                            | Commons (més fotos)       | Dades a WD                    |
| ------ | ---------------------------------- | -------- | ------------------- | --------------------------- | ------------------------------------------------------------------- | ---------------------------------------------------- | ------------------------- | ----------------------------- |
|        | Casa de la Vila                    | Cabanes  | casa consistorial   | Estil: arquitectura popular | 42° 18′ 25″ N, 2° 58′ 41″ E / 42.307°N,2.97799°E 23 msnm            | bé integrant del patrimoni cultural català           | Casa de la Vila (Cabanes) | Modifica les dades a Wikidata |
|        | Castell de Cabanes                 | Cabanes  | castell             | Estil: arquitectura popular | 42° 18′ 26″ N, 2° 58′ 38″ E / 42.3071°N,2.97719°E                   | bé d'interès cultural bé cultural d'interès nacional | Castell de Cabanes        | Modifica les dades a Wikidata |
|        | Local social                       | Cabanes  | edifici             | Estil: arquitectura popular | 42° 18′ 30″ N, 2° 58′ 34″ E / 42.30836°N,2.976103°E                 | bé integrant del patrimoni cultural català           |                           | Modifica les dades a Wikidata |
|        | Passallís de la Muga               | Cabanes  | pont                | Travessa: Muga              | 42° 17′ 36″ N, 2° 59′ 49″ E / 42.2933015551366°N,2.99700374427938°E |                                                      |                           | Modifica les dades a Wikidata |
|        | Polígon industrial L'Aigüeta       | Cabanes  | polígon industrial  |                             | 42° 16′ 44″ N, 2° 58′ 11″ E / 42.2788606129689°N,2.96965619494996°E |                                                      |                           | Modifica les dades a Wikidata |
|        | Porxada del carrer Canal           | Cabanes  | porxe               | Estil: arquitectura popular | 42° 18′ 28″ N, 2° 58′ 38″ E / 42.3078°N,2.97723°E 23 msnm           | bé integrant del patrimoni cultural català           | Porxada del carrer Canal  | Modifica les dades a Wikidata |
|        | creu de terme de Cabanes           | Cabanes  | creu de terme       | Estil: arquitectura popular | 42° 18′ 23″ N, 2° 58′ 34″ E / 42.306424°N,2.976247°E                | bé integrant del patrimoni cultural català           | Creu de terme de Cabanes  | Modifica les dades a Wikidata |
|        | les Garrigues                      | Cabanes  | nucli de població   |                             | 42° 19′ 12″ N, 2° 57′ 08″ E / 42.320067002269°N,2.95216095420624°E  |                                                      |                           | Modifica les dades a Wikidata |
|        | xemeneia de la fàbrica de dinamita | Cabanes  | xemeneia de fàbrica | Estil: arquitectura popular | 42° 17′ 34″ N, 2° 57′ 40″ E / 42.2928°N,2.9612°E                    | bé integrant del patrimoni cultural català           |                           | Modifica les dades a Wikidata |